# Statler Hills
Die Statler Hills sind eine Gruppe niedriger und felsiger Hügel an der Ingrid-Christensen-Küste des Prinzessin-Elisabeth-Lands. Sie ragen unmittelbar nördlich des Rogers-Gletschers am Ostrand des Amery-Schelfeises auf.
Der US-amerikanische Kartograf John Hobbie Roscoe (1919–2007) kartierte sie anhand von Luftaufnahmen der Operation Highjump (1946–1947). Roscoe benannte sie nach Loy R. Statler (1920–1995), Besatzungsmitglied bei den Flügen der Operation Highjump im Küstengebiet zwischen dem 14. und dem 164. östlichen Längengrad.